# Andreas Simma
Andreas Simma (* 25. Juli 1989) ist ein österreichischer Fußballspieler.

## Karriere
Simma begann seine Karriere beim FC Wolfurt. 2003 kam er in das BNZ Vorarlberg. Zur Saison 2008/09 wechselte er zum Bundesligisten SCR Altach. In jener Saison saß der Abwehrspieler zwar mehrmals auf der Ersatzbank, kam jedoch nicht zum Einsatz. Zu Saisonende stieg Altach in die zweite Liga ab.
Sein Debüt in der zweiten Liga gab er im Juli 2009, als er am zweiten Spieltag der Saison 2009/10 gegen den SC Austria Lustenau in der 86. Minute für Manfred Pamminger eingewechselt wurde. Nach drei Jahren bei den Vorarlbergern wechselte Simma zur Saison 2011/12 nach Liechtenstein zum USV Eschen-Mauren. Mit dem in der Schweizer 1. Liga spielenden Verein konnte er in jener Saison den Liechtensteiner Cup gewinnen.
Sein internationales Debüt gab er im Juli 2012, als er in der ersten Runde der Europa-League-Qualifikation 2012/13 gegen den FH Hafnarfjörður in der Startelf stand.
In der Winterpause der Saison 2013/14 kehrte Simma nach Österreich zurück, wo er sich dem Regionalligisten FC Hard anschloss.